# Штейнбок, Анатолий Иосифович
Анатолий Иосифович Штейнбок (род. 30 марта 1938, Ленинград) — советский и российский баскетболист, тренер по баскетболу. Заслуженный тренер РСФСР.

## Биография
Родился в 1938 году в Ленинграде в семье Иосифа Исааковича Штейнбока, подполковника и спортивного организатора. В 1958 году окончил ГДОИФК им. П. Ф. Лесгафта, после чего занялся тренерской работой. Под руководством Анатолия Иосифовича прошли спортивную подготовку многие известные спортсмены-баскетболисты. Среди его подопечных — олимпийские чемпионы С. Тараканов, А. Белостенный; Заслуженные мастера спорта Е. Пашутин, З. Пашутин, А. Кириленко, С. Панов, А. Фетисов, В. Карасёв, А. Понкрашов, Т. Мозгов, А. Швед; Мастера спорта международного класса В. Горин, Г. Капустин, И. Курашов; Мастера спорта Г. Щетинин, А. Мальцев, И. Мельник, В. Жарков, А. Лалетина.
Работал с командами клубов «Спартак», «Конти», «Пулково», «СКА-ЛенВО».
Был тренером сборных юношеских команд СССР по баскетболу в 1972—1974 гг. В это время его подопечные стали бронзовыми призёрами первенства Европы. В 1975 году был удостоен почётного звания «Заслуженный тренер РСФСР».
С 1971 года и по сей день работает старшим тренером-преподавателем по баскетболу в Санкт-Петербургском училище олимпийского резерва № 1. Всего посвятил тренерской работе около шестидесяти лет своей жизни.
Занимался педагогической деятельностью. Доцент кафедры теории и методики спортивных игр Национального государственного университета физической культуры, спорта и здоровья имени П. Ф. Лесгафта.
Проживает в Санкт-Петербурге.